# Từ giảo

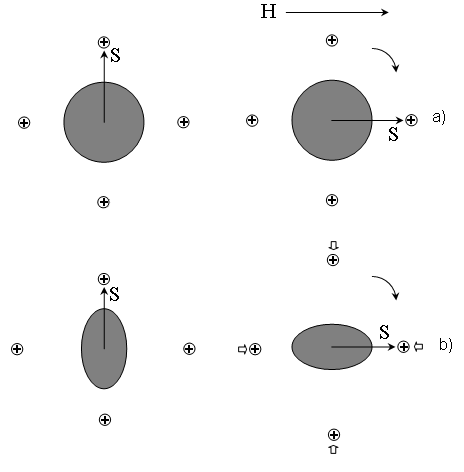
Cơ chế hiện tượng từ giảo do tương tác spin-quỹ đạo và sự phân bố đám mây điện tử: a) dạng đối xứng cầu: không có từ giảo; b) không có đối xứng cầu: có từ giảo

Từ giảo (tiếng Anh: magnetostriction) là hiện tượng hình dạng, kích thước của các vật từ (thường là sắt từ) bị thay đổi dưới tác dụng của từ trường ngoài (từ giảo thuận) hoặc ngược lại, tính chất từ của vật từ bị thay đổi khi có sự thay đổi về hình dạng và kích thước (từ giảo nghịch). Trong các sách giáo khoa vật lý cũ ở Việt Nam, người ta còn dùng thuật ngữ "áp từ" cho từ giảo (để tương ứng với hiện tượng áp điện là sự thay đổi kích thước do điện trường). Tuy nhiên, thuật ngữ này hiện nay hầu như không được sử dụng.
Người ta định nghĩa hệ số từ giảo (hay từ giảo Joule) là tỉ lệ phần trăm sự thay đổi về chiều dài hoặc thể tích:
{\displaystyle \lambda (H)={\frac {l(H)-l_{0}}{l_{0}}}}
hoặc:
{\displaystyle \lambda (H)={\frac {V(H)-V_{0}}{V_{0}}}}
với {\displaystyle l(H),l_{0},V(H),V_{0}} lần lượt là chiều dài (hay thể tích) của vật thể trong từ trường (H) và khi không có từ trường. Hệ số từ giảo là đại lượng không có thứ nguyên.
Theo định nghĩa này, nếu {\displaystyle \lambda >0} ta có từ giảo dương, {\displaystyle \lambda <0} ta sẽ có từ giảo âm.
Hiện tượng từ giảo dẫn đến sự thay đổi về chiều dài gọi là từ giảo dài, còn hiện tượng dẫn đến sự thay đổi về toàn thể tích gọi là từ giảo khối.
Trong các nghiên cứu về từ học và kỹ thuật, người ta còn quan tâm đến đại lượng độ cảm từ giảo, được định nghĩa bởi sự biến thiên của hệ số từ giảo theo từ trường:
{\displaystyle \chi ={\frac {d\lambda }{dH}}}
Độ cảm từ giảo mang ý nghĩa tương tự như độ cảm từ, đều chỉ khả năng phản ứng của chất dưới từ trường ngoài, trong trường hợp từ giảo, độ cảm từ giảo có ý nghĩa chỉ khả năng thay đổi tính chất từ giảo do từ trường. Độ cảm từ giảo có thứ nguyên là nghịch đảo của từ trường, có đơn vị là m/A hay Oe−1.

## Cơ chế hiện tượng từ giảo

Hình ảnh mô tả cơ chế hiệu ứng từ giảo.

Bản chất của hiện tượng từ giảo là do tương tác spin-quỹ đạo trong các điện tử trong vật liệu sắt từ. Hiện tượng từ giảo chỉ có thể xảy ra khi đám mây điện tử không có dạng đối xứng cầu và có tương tác spin-quỹ đạo mạnh. Dưới tác dụng của từ trường ngoài, sự phân bố của các điện tử (ở đây là mômen quỹ đạo) sẽ quay theo sự quay của mômen từ (mômen spin) từ hướng này sang hướng khác và từ giảo được tạo ra do sự thay đổi tương ứng của tương tác tĩnh điện giữa điện tử từ và điện tích của môi trường.
Khi đám mây điện tử có dạng đối xứng cầu (có nghĩa là mômen quỹ đạo bằng 0), tất cả các vị trí của các iôn lân cận đều tương đương đối với sự phân bố điện tử. Khi có sự tác động của từ trường ngoài, mômen spin tuy có quay đi, nhưng sự phân bố không gian của điện tử hoàn toàn không thay đổi nên khoảng cách giữa các điện tử vẫn giữ nguyên (không dẫn đến sự thay đổi về kích thước cũng như hình dạng mẫu. Nếu đám mây điện tử không có dạng đối xứng cầu (có nghĩa là mômen quỹ đạo khác 0), lúc này các vị trí phân bố xung quanh không còn tính chất đối xứng, sự quay của mômen spin khi có từ trường ngoài dẫn đến sự thay đổi đám mây điện tử, do đó dẫn đến sự thay đổi về kích thước cũng như hình dạng mẫu. Hay nói một cách đơn giản, từ giảo phản ánh tính chất đối xứng của mạng tinh thể.
Từ giảo mang tính chất của đối xứng tinh thể nên nó phụ thuộc vào phương của từ trường, véctơ từ độ và hướng của tinh thể. Người ta thường sử dụng đại lượng từ giảo bão hòa (ký hiệu là {\displaystyle \lambda _{s}} là hệ số từ giảo đạt được trong trạng thái bão hòa từ. Từ giảo bão hòa là một hàm (liên hợp tuyến tính) của các hệ số từ giảo đo theo các phương khác nhau của tinh thể.

## Vật liệu từ giảo
Hầu hết các nguyên tố sắt từ đều có từ giảo. Trong các nguyên tố sắt từ, côban (Co) là nguyên tố có hệ số từ giảo lớn nhất ở nhiệt độ phòng(do côban có cấu trúc bất đối xứng khá cao - lục giác xếp chặt), đạt tới 60.10−6 trong từ trường bão hòa. Các vật liệu có hệ số từ giảo lớn được gọi là vật liệu từ giảo khổng lồ.
Có nhiều loại vật liệu từ giảo khác nhau, tại thời điểm hiện tại, vật liệu từ giảo thương phẩm tốt nhất là Terfenol-D (có tên là các từ viết tắt ghép bởi: Ter - Terbium - Tb, Fe - sắt, Nol - Naval Ordnance Laboratory, D - Dysproxium - Dy) là hợp kim TbxDy1-xFe2 có hệ số từ giảo đạt tới 2000.10−6 trong từ trường 2 kOe, và chỉ đạt 400.10−6 ở dạng màng mỏng . Đây là vật liệu từ giảo được dùng phổ biến nhất hiện nay.
Gần đây, nhóm nghiên cứu tại Việt Nam ở Phòng Thí nghiệm Vật lý Nhiệt độ thấp, Đại học Khoa học Tự nhiên, Đại học Quốc gia Hà Nội lãnh đạo bởi Giáo sư Nguyễn Hữu Đức công bố vật liệu từ giảo khổng lồ ở dạng các màng mỏng (hệ số từ giảo đạt tới 720.10−6), là các màng mỏng hợp kim TbFeCo) mang tên TerfecoHan (Ter - Terbium - Tb, Fe - sắt, Co - Côban, Han - Hà Nội, đồng thời cũng cải tiến tạo ra các màng mỏng đa lớp trên cơ sở TerfecoHan để tạo ra các màng mỏng từ giảo với hệ số từ giảo lớn và độ cảm từ giảo cao trong từ trường thấp.

## Ứng dụng của hiện tượng từ giảo
Vật liệu từ giảo được ứng dụng trong các linh kiện, thiết bị chuyển đổi điện - từ - cơ cả ở dạng các vật liệu dạng khối và vật liệu dạng màng mỏng, ví dụ như các cảm biến từ trường (dựa trên tổ hợp từ giảo-áp điện), các cảm biến đo gia tốc, cảm biến cơ đo dịch chuyển cơ học, các máy phát siêu âm - từ giảo, các linh kiện vi cơ trong các bộ vi cơ điện tử (MEMS)...